# Східницька селищна рада
Східницька селищна рада — орган місцевого самоврядування Дрогобицького району Львівської області з адміністративним центром у селищі міського типу Східниці.

## Населені пункти
Селищній раді підпорядковані населені пункти:
- смт Східниця
- смт Підбуж
- села Бистриця-Гірська, Головське, Гута, Довге, Жданівка, Залокоть, Зубриця, Коритище, Кринтята, Ластівка, Майдан, Новий Кропивник, Опака, Перепростиня, Підсухе, Рибник, Свидник, Смільна, Старий Кропивник, Сторона.

## Склад ради
Рада складається з 14 депутатів та голови.

### Керівний склад попередніх скликань
| ПІБ                      | Основні відомості                                                                 | Дата обрання | Дата звільнення |
| ------------------------ | --------------------------------------------------------------------------------- | ------------ | --------------- |
| Копчак Роман Миколайович | Селищний голова, 1972 року народження, член Республіканської християнської партії | 26.03.2006   | 31.10.2010      |
| Піляк Іван Євгенович     | Селищний голова, 1969 року народження, освіта вища, безпартійний                  | 31.10.2010   | 25.10.2015      |
| Піляк Іван Євгенович     | Селищний голова, 1969 року народження, освіта вища, безпартійний                  | 25.10.2015   |                 |

Примітка: таблиця складена за даними джерела

### Депутати
За результатами місцевих виборів 2010 року депутатами ради стали:

#### За суб'єктами висування
| Суб'єкт висування                                       | Кількість обраних депутатів | %    |
| ------------------------------------------------------- | --------------------------- | ---- |
| Самовисування                                           | 10                          | 62,5 |
| Політична партія Всеукраїнське об'єднання «Батьківщина» | 3                           | 18,8 |
| Українська Народна Партія                               | 2                           | 12,5 |
| Політична партія Всеукраїнське об'єднання «Свобода»     | 1                           | 6,3  |

#### За округами
| № округу | Прізвище, ім'я, по батькові    | Дата визнання обраним | Освіта         | Партійна приналежність                        | Відомості про обраного депутата                                            |
| -------- | ------------------------------ | --------------------- | -------------- | --------------------------------------------- | -------------------------------------------------------------------------- |
| 1        | Сокаль Микола Євстахович       | 04.11.2010            | Освіта вища    | член Всеукраїнського об'єднання «Батьківщина» | приватний підприємець                                                      |
| 3        | Гаврилюк Уляна Іванівна        | 04.11.2010            | Освіта середня | позапартійна                                  | домогосподарка                                                             |
| 10       | Шепетяк Ярослав Семенович      | 04.11.2010            | Освіта середня | член Всеукраїнського об'єднання «Батьківщина» | приватний підприємець                                                      |
| 6        | Журавчак Юрій Дмитрович        | 04.11.2010            | Освіта вища    | член Всеукраїнського об'єднання «Свобода»     | ТзОВ ЛРЦ «Здоров'я», виконроб                                              |
| 11       | Подоляк Роман Миколайович      | 04.11.2010            | Освіта вища    | позапартійний                                 | приватний підприємець                                                      |
| 14       | Шкумбатюк Михайло Миколайович  | 04.11.2010            | Освіта середня | позапартійний                                 | Бориславське газопереробне виробництво, машиніст                           |
| 2        | Бобешко Роман Ігорович         | 04.11.2010            | Освіта вища    | член Всеукраїнського об'єднання «Батьківщина» | НГВУ «Бориславнафтогаз», оператор                                          |
| 4        | Радванський Василь Ярославович | 04.11.2010            | Освіта середня | позапартійний                                 | тимчасово не працює                                                        |
| 5        | Яців Андрій Степанович         | 04.11.2010            | Освіта вища    | позапартійний                                 | НГВУ «Бориславнафтогаз», охоронець                                         |
| 7        | Федьків Наталія Петрівна       | 04.11.2010            | Освіта середня | позапартійна                                  | приватний підприємець                                                      |
| 8        | Дубленич Ігор Миронович        | 04.11.2010            | Освіта середня | позапартійний                                 | НГВУ «Бориславнафтогаз», слюсар-ремонтник                                  |
| 9        | Голяк Володимир Любомирович    | 04.11.2010            | Освіта вища    | позапартійний                                 | НГВУ «Бориславнафтогаз», заступник начальника ТВНГ                         |
| 12       | Жереб Ігор Зіновійович         | 04.11.2010            | Освіта вища    | позапартійний                                 | НГВУ «Бориславнафтогаз», оператор                                          |
| 13       | Бобешко Роман Васильович       | 04.11.2010            | Освіта середня | член Української соціал-демократичної партії  | Бориславська центральна база виробничого обслуговування, електро-ерозініст |
| 15       | Дубленич Роман Павлович        | 04.11.2010            | Освіта вища    | позапартійний                                 | ВАТ «БЕЛМЗ», начальник технічного відділу                                  |
| 16       | Миськів Володимир Ярославович  | 04.11.2010            | Освіта вища    | позапартійний                                 | Крушельницьке лісництво національного парку «Сколівські бескиди», лісничий |